# Notosalpingus variipennis
Notosalpingus variipennis es una especie de coleóptero de la familia Salpingidae.

## Distribución geográfica
Habita en la  Isla King (Australia).